# Voltige (équitation)

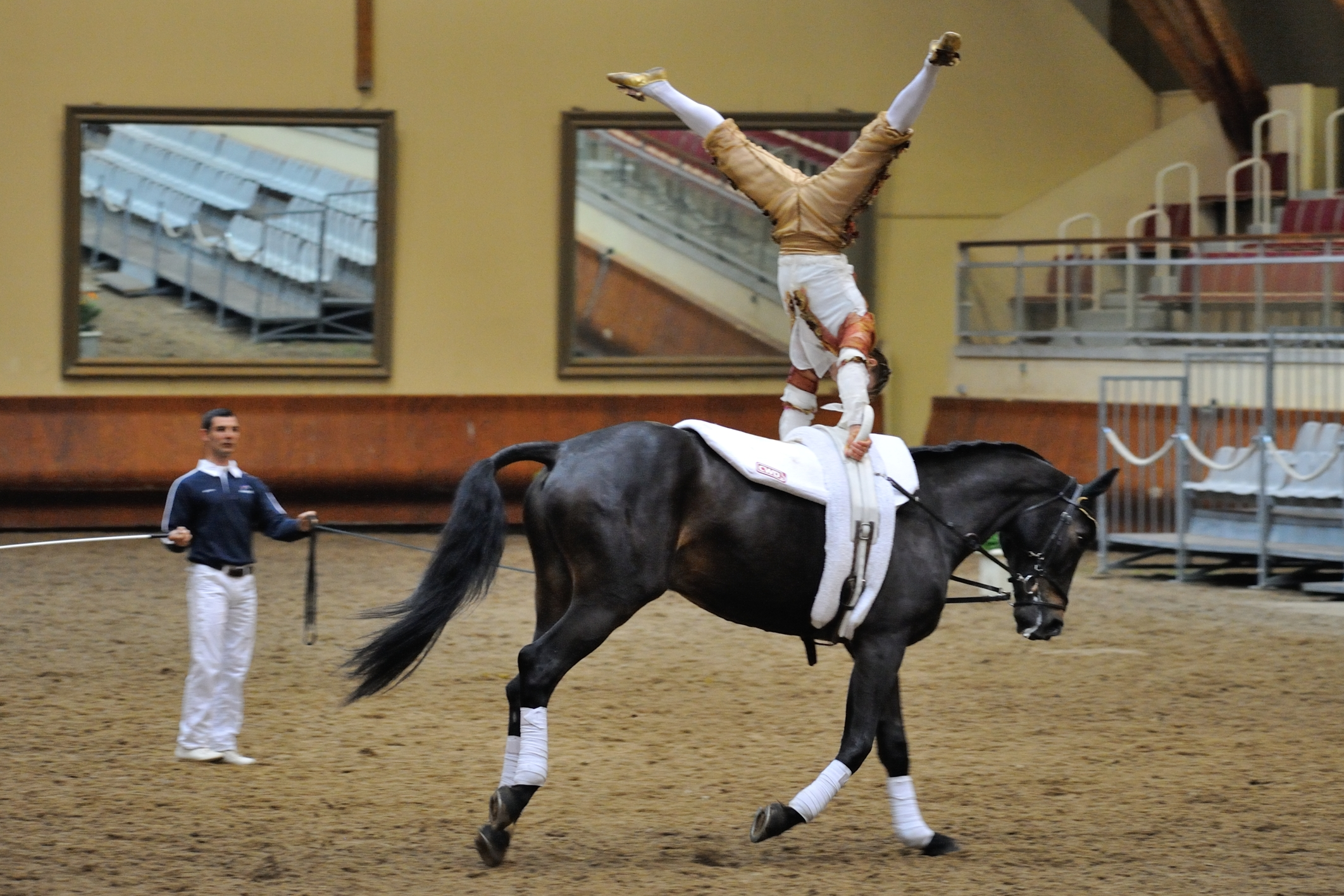
Présentation de voltige au Cadre noir.

La voltige équestre consiste à exécuter des exercices et des acrobaties sur un cheval, pouvant se faire  au trois allures (pas, trot, galop). La voltige en cercle correspond à la pratique codifiée de la voltige en tant que discipline sportive.

## Définition
En voltige équestre, le cheval tourne à la longe et le cavalier saute à terre, remonte à toutes les allures, mais principalement au pas et au galop, s'assied d'un côté en passant la jambe par-dessus l'encolure. La voltige se pratique avec un cheval calme et régulier qui obéit à la voix. Pour que le cavalier puisse monter dessus et pratiquer des exercices, le cheval porte un surfaix spécial muni de deux poignées. 

## Intérêt
La voltige met les jeunes cavaliers en confiance, leur assouplit les reins et améliore l'assiette.

## Histoire

### Origines
Même si ses origines ne peuvent pas être datées, la pratique de la voltige sur le cheval est très ancienne, au moins dans l'Asie centrale, l'Europe du Nord et le bassin méditerranéen. Les anciens appelaient petaurista tous ceux qui exécutaient des sauts, que ce soit au sol, sur une corde ou sur un animal tel qu'un cheval ou un taureau. Art militaire, la voltige à cheval fut notamment pratiquée dès le Ve siècle avant notre ère par les cavaliers nomades des steppes eurasiatiques venant d’immenses territoires situés entre l’Ukraine et la Mandchourie. Ces cavaliers altaïques, Huns, Mongols ou Mandchous se faisaient remarquer par leur agilité, leur vélocité et leur hardiesse.

### Antiquité
En Grèce, des acrobates, appelés metabate, étaient spécialisés dans les exercices de voltige à cheval. À l’époque romaine, ils furent nommés desultor. En Chine, sous la dynastie Han,  la voltige équestre était également pratiquée comme le prouvent des peintures rupestres de l’époque.

### Moyen Âge
A Angkor, un bas-relief d'un temple datant du XIIe siècle représente ’un écuyer debout sur sa monture. Dans l’empire Ottoman, les mamelouks utilisaient des manuels inspirés des traités de la Grèce antique dont l'un, appelé le furûsiyya, explique comment le cavalier doit se tenir en équilibre debout sur les lames de deux sabres posés sur la selle de son cheval, tout en manipulant une lance dans chaque main. 
Au XIVe siècle, le traité arabe de l'Andalou Ben Hodeïl, La Parure des Cavaliers et l'insigne des Preux, publié par Louis Montel en 1924, aborde une des problématiques essentielles du voltigeur, l'accoutumance du cheval à ce dernier. Les anciens Arabes pratiquaient alors des exercices de voltige, de pied ferme et en mouvement, à cru et avec selle, en armes et sans armes et cottes de maille. Ils exécutaient de véritables acrobaties à toutes les allures, facilitées par la petite taille du cheval arabe.
En France, les premiers exploits d’un acrobate à cheval, dont le nom demeure inconnu, furent relatés à l’occasion des noces de Robert 1er d'Artois en 1237.
Pendant toute cette période, les écrits s'intéressent à la seule conception gymnastique de la pratique de la voltige aux dépens du dressage du cheval. 

### Renaissance
Avant de découvrir les écrits de Pietro del Monte en 1986, les seuls véritables traités connus de voltige dataient du XVIIe siècle. Depuis le XVe siècle, des allusions à la voltige étaient faites dans les traités d'équitation, de saut et même de danse, ainsi que dans divers documents et textes littéraires. Elles permettent d'affirmer qu'il existait une pratique fréquente d'une voltige très acrobatique, du moins dans les cours italiennes et françaises. La voltige à cheval était alors pratiquée par l'aristocratie.
La voltige sur le cheval est l'un des arts les plus représentatifs de cette période où la bravoure, le savoir et l'élégance font bon ménage. Pietro del Monte démontre que cet art ne peut se pratiquer qu'avec légèreté et rapidité dans le changement des points d'appuis manuels et la nécessité de ne pas peser sur eux, aussi bien quand  l'appui se fait sur le cheval que lorsque le voltigeur profite de la présence d'un autre cavalier. 
Dans son traité de voltige écrit en 1630, Giocondo Baluda, la géométrie joue un rôle déterminant dans le repérage des zones du cheval d'arçon et la détermination de la figure obtenue par le voltigeur.  
Dans le chapitre XXXV du Gargantua, Rabelais fournit une représentation pratique de la voltige dont il introduit pour la première fois le lexique dans la langue écrite en France. Il y applique les principes que Pietro del Monte et ses successeurs considéraient comme essentiels dans l'exécution des tours de voltigeː le fait de monter tout droit en l'air le plus haut possible, de ne pas varier son assiette, de bien repérer et marquer ses appuis en organisant leur succession et l'enchainement des figures, de tout faire avec force et adresse. Il donne le nom de Gymnaste au maître de Gargantua "en tous exercices". Rabelais décrit une voltige qui a toujours existé et qui perdurera, pratiquée en armes, ou du moins muni de son épée, comme décrite dans les traités arabes de la fin du Moyen Âge, dans les prouesses turques évoquées par Montaigne, ou encore dans les préparations militaires sur chevaux de bois observées au XVIIe siècle par Walthausen, Baluda et Peschen.   
Montaigne, qui aimait par-dessus-tout monter à cheval et qui est considéré comme un spécialiste de l'art militaire au XVIIIe siècle, aborde la voltige à cheval dans le chapitre Des destriers des Essais. Il débute sa réflexion sur la forme ancienne de la voltige romaine, les chevaux désultoires. La renaissance était friande de la voltige romaine qui consistait à sauter d'un cheval sur l'autre pendant la course des chevaux, pratique qui fut notamment relatée par Suétone et dont Montaigne se sert pour commencer son chapitre. Il le clôt par la voltige contemporaine la plus acrobatique. Il décrit par ailleurs des tours de voltige dans les Essais et dans son Journal de voyage en Italie. Il y relate notamment les exercices d’un Italien qui se produisit le 8 octobre 1581, dans les Thermes de Dioclétien à Rome.  Il utilise ces récits pour souligner le courage dont il faut faire montre en équitation. Il attribue la pratique acrobatique de la voltige aux Turcs.   
Ronsard, qui admirait Galeazzo Sanseverino, continuera à faire des exercices de voltige pour son propre compte. Il les décrit en 1563, à près de quarante ans, comme le résultat des habitudes prises lors de cette formation, pour décrire l'honnêteté de sa vieː "Quand le ciel est triste, et tout noir d'espesseur,....Je voltige, ou je saute, ou je lutte, ou j'escrime." D'après un de ses disciples, Charles Garnier, il s'agissait de voltige sur un cheval de bois.    
En Angleterre, Peter Tremesin donna une représentation de voltige à cheval devant Henri VIII. En 1582, le chroniqueur Pierre de l'Etoile relate dans ses mémoires que Plavini, un écuyer de Bologne, se produisit devant Henri III, puis s’installa au mois d’août, à Paris, à la Foire Saint-Germain et à la Porte de Buci.

### XVIIesiècle
Il est rapporté qu'au mois de mai 1647, à Nuremberg, l’acrobate Christian Müller-Kamin se tenait en équilibre sur un avant-bras sur la selle de sa monture. En 1652, parait le traité sur l'art de sauter de William Stokes, The Vaulting Master.
En 1679, Louis Imbotti de Beaumont, écuyer français élève de Bernardi, écuyer du roi, publie l'Ecuyer français qui enseigne à monter à cheval et à voltiger, dont la deuxième partie est originale et est le premier texte où sont décrits des exercices de voltige.

### XVIIIesiècle
Dans son livre Circus Life and Circus Celebrities, l’historien Thomas Frost cite l’acrobate Thomas Simpson qui voltigeait à cheval en 1702. Au milieu du XVIIIe siècle, à Paris, le Sieur Jean Brilla, brillant artiste d’agilité, se tenait en équilibre de tête sur la selle d’un cheval à l’arrêt. À la même époque, en Chine, des cavaliers Mandchous et Mongols présentaient des exhibitions de voltige.
La voltige équestre de spectacle prit son essor en Angleterre à partir de 1758, avec les démonstrations de Thomas Johnson, surnommé le Tartare Irlandais, qui se produisait à Islington. Son exhibition comprenait de trois figures principales : debout sur un seul pied sur la selle de sa monture, galopant ensuite debout sur deux, puis trois chevaux. À peine deux ans plus tard, Bates, Price, et Samson se firent remarquer dans leur tour avec leur voltige à cheval. Jacob Bates, dénommé le Piqueur anglois, se tenait debout sur trois chevaux, et excellait dans plusieurs exercices de voltige. En 1763, se rendit à Saint-Pétersbourg, puis voyagea dans les états allemands et aux Pays-Bas. Quatre ans plus tard, il se produisit à Rouen puis à Paris. Il alla ensuite se produire les pays scandinaves, la Suisse et le Portugal. Price, qui se produisit à Dobney Garden en 1767, fut un des premiers à pratiquer la voltige à rebours, les sauts par-dessus une barre, la suspension par un jarret renversé en arrière et une élévation à deux porteurs avec un enfant voltigeur. Debout sur son cheval, il faisait tourner une assiette sur une tige tenue dans chaque main. 
Le succès de ces cavaliers fut tel que Philip Astley (1742-1814), ex-sergent-major de dragons légers décida de les égaler et devint l’élève de l’écuyer Johnson. En 1768, il présenta dans son école d’équitation de Halfpenny Hatch, ses exercices équestres. Pour étoffer son spectacle, il fit appel à des artistes pratiquant des disciplines différentes comme des funambules, acrobates et comiques, créant ainsi le concept du cirque moderne.